# Rosina Ferrario

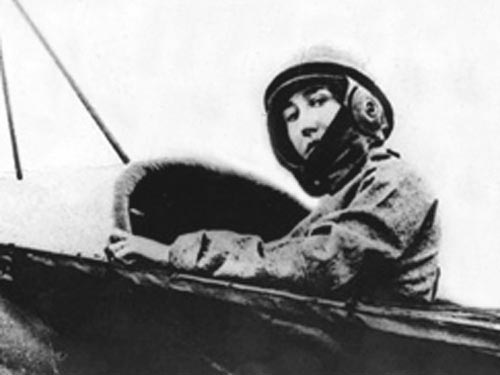
Rosina Ferrario auf einer Caproni Ca.12

Rosina Ferrario (* 28. Juli 1888 in Mailand; † 3. Juli 1957 ebenda) war eine italienische Pilotin.

## Leben
Ferrario aus einer wohlhabenden bürgerlichen Familie begeisterte sich für Sport und die Berge. Sie wollte Auto fahren und vor allem fliegen, nachdem sie 1908 in Mailand die Flugvorführung Léon Delagranges gesehen hatte. Sie meldete sich 1911 zu einem Pilotenkurs im Mailänder Stadtteil Taliedo an, aber es fehlte für sie ein geeignetes Flugzeug. 1912 wurde sie in Giovanni Battista Capronis Flugschule in Vizzola Ticino von Enrico Cobioni ausgebildet und erhielt am 3. Januar 1913 als erste Frau in Italien die Pilotenlizenz Nr. 203. Der Chefpilot der Firma Caproni war der russische Pilot Chariton Nikanorowitsch Slaworossow.
Ferrario nahm nun an Flugschauen teil und wurde schnell bekannt. Im April 1913 ließ sie in Neapel rote Nelken auf die Menge regnen. Am 23. September 1913 überflog sie Bergamo anlässlich des Besuchs des Königs Viktor Emanuel III. Am 100. Geburtstag Giuseppe Verdis landete sie mit ihrer Caproni C.VII zusammen mit Achille Landini im Nebel auf einem Maisfeld in Busseto.
1914 erhielt Ferrario eine Einladung zu Touristik-Werbeflügen in Lateinamerika, die sie wegen des drohenden Kriegseintritts Italiens in den Ersten Weltkrieg ablehnte. Als alle ihre Pilotenfreunde in den Militärdienst eintraten, beantragte sie, verwundete Soldaten für das Rote Kreuz ausfliegen zu könne, was ihr als Frau abgelehnt wurde. Ebenso lehnte der Sportverwaltungspräsident Carlo Montù ihren Antrag ab, für einen Fortbildungskurs für Piloten für eine Freiwilligengruppe zugelassen zu werden. Die Aufnahme in das Fliegerkorps verweigerte das Kriegsministerium, weil die Aufnahme von Damen in das Königsheer nicht vorgesehen sei.
Nach dem Krieg traf sich Ferrario noch mit den alten Pilotenfreunden und Flugpionieren, flog aber selbst nicht mehr, weil die neuen Flugzeuge nicht mehr ihrer romantischen Vorstellung des Fliegens entsprachen. Sie heiratete den Bergfreund und Unternehmer Enrico Grugnola, mit dem sie in Mailand das Hotel Italia betrieb.
Am 23. Januar 1943 erhielt Ferrario vom italienischen Luftfahrtministerium die Medaglia di benemerenza per i Pionieri dell’Aeronautica.